# (6232) Zubitskia
(6232) Zubitskia es un asteroide perteneciente al cinturón de asteroides, región del sistema solar que se encuentra entre las órbitas de Marte y Júpiter, descubierto el 19 de septiembre de 1985 por Nikolái Stepánovich Chernyj y su esposa la también astrónoma Liudmila Chernyj desde el Observatorio Astrofísico de Crimea (República de Crimea).

## Designación y nombre
Designado provisionalmente como 1985 SJ3. Fue nombrado Zubitskia en homenaje a Danila Nikiforovich Zubitskij y Natalia Petrovna Zubitska, doctores y fitoterapeutas en Kiev, desarrollaron métodos vanguardistas de tratamiento con hierbas medicinales. Son autores de varios libros, reconocidos en Ucrania, y sus métodos y preparaciones también se utilizan en otros países. Natalia Petrovna, que tiene un programa de transmisión en Kiev sobre hierbas y "medicina popular", también publicó varios libros de poesía.

## Características orbitales
Zubitskia está situado a una distancia media del Sol de 2,243 ua, pudiendo alejarse hasta 2,571 ua y acercarse hasta 1,916 ua. Su excentricidad es 0,146 y la inclinación orbital 5,954 grados. Emplea 1227,72 días en completar una órbita alrededor del Sol.

## Características físicas
La magnitud absoluta de Zubitskia es 13,6. Tiene 5,98 km de diámetro y su albedo se estima en 0,197. 